# ایوانوفکا (شهرستان کورینسکی، سرزمین آلتای)
ایوانوفکا (به لاتین: Ivanovka) یک منطقهٔ مسکونی در روسیه است که در سرزمین آلتای واقع شده‌است.